# Paul Ronty
Paul Ronty (* 12. Juli 1928 in Toronto, Ontario; † 22. April 2020 in Newton, Massachusetts, USA) war ein kanadischer Eishockeyspieler, der im Verlauf seiner aktiven Karriere zwischen 1945 und 1955 unter anderem 509 Spiele für die Boston Bruins, New York Rangers und Canadiens de Montréal in der National Hockey League (NHL) auf der Position des Centers bestritten hat. Der viermalige Teilnehmer am NHL All-Star Game beendete drei seiner acht NHL-Spielzeiten unter den besten sechs Scorern der Liga.

## Karriere
Ronty, dessen Eltern in den 1920er-Jahren aus Finnland nach Kanada immigriert waren, wurde in Toronto geboren. Er wuchs dort auf und verbrachte seine Juniorenzeit bis 1945 dort. Anschließend wechselte der Mittelstürmer im Sommer 1945 ins US-amerikanische Boston, wo er eine Spielzeit bei den Boston Olympics in der Eastern Hockey League (EHL) auflief. Im Jahr darauf war er für die Hershey Bears aus der American Hockey League (AHL) aktiv und empfahl sich dort für einen Vertrag bei den Boston Bruins aus der National Hockey League (NHL).
Nachdem der Angreifer dort erste Erfahrungen in der Saison 1947/48 gesammelt hatte, während er hauptsächlich weiter für Hershey spielte, war er ab der Spielzeit 1948/49 Stammspieler der Bruins. Gleich in seinen ersten beiden NHL-Jahren landete Ronty mit 49 und 59 Punkten unter den besten fünf Scorern der Liga. Dennoch gelang es ihm in seinen drei kompletten Spieljahren mit den Boston Bruins bis zum September 1951 nicht, ernsthaft um den Stanley Cup mitspielen zu können. Lediglich zwei Teilnahmen an den All-Star-Spielen in den Jahren 1949 und 1950 standen für den Mittelstürmer zu Buche. Im September 1951 wurde er im Tausch für Gus Kyle, den Transferrechten an dem Finnen Pentti Lund und eine nicht genannte Geldsumme zu den New York Rangers transferiert.
Bei den Rangers erging es ihm in den folgenden vier Spielzeiten aber ähnlich wie in Boston. Zwar gehörte Ronty zu den besten Spielern der Mannschaft, die allerdings gegen die stärkeren Franchises der Liga chancenlos war. Dennoch landete er in der Saison 1952/53 noch einmal unter den sechs besten Punktesammlern der regulären Saison. Des Weiteren verzeichnete der Kanadier in den Jahren 1953 und 1954 weitere Teilnahmen am NHL All-Star Game. Im Februar 1955 wechselte er über den Waiver schließlich zu den Canadiens de Montréal, die für die bevorstehenden Stanley-Cup-Playoffs 1955 einen Ersatz für den verletzten Ken Mosdell gesucht hatten. Allerdings schied er auch mit den Habs in der ersten Playoff-Runde aus.
Als ihm die Canadiens für die folgende Saison keinen festen Vertrag anboten, sondern ihm zunächst lediglich ein Engagement für das saisonvorbereitende Trainingslager anboten, beendete der 27-Jährige im Sommer 1955 vorzeitig seine Karriere und widmete sich in der Folge seiner Familie. Er ließ sich in den Vereinigten Staaten nieder und arbeitete erfolgreich als Versicherungskaufmann. Ronty verstarb im April 2020 im Alter von 91 Jahren in seiner Wahlheimat Newton im Bundesstaat Massachusetts.

## Erfolge und Auszeichnungen
- 1949 Teilnahme am NHL All-Star Game
- 1950 Teilnahme am NHL All-Star Game
- 1953 Teilnahme am NHL All-Star Game
- 1954 Teilnahme am NHL All-Star Game

## Karrierestatistik
(Legende zur Spielerstatistik: Sp oder GP = absolvierte Spiele; T oder G = erzielte Tore; V oder A = erzielte Assists; Pkt oder Pts = erzielte Scorerpunkte; SM oder PIM = erhaltene Strafminuten; +/− = Plus/Minus-Bilanz; PP = erzielte Überzahltore; SH = erzielte Unterzahltore; GW = erzielte Siegtore; 1 Play-downs/Relegation; Kursiv: Statistik nicht vollständig)